# بوروسوزيرو
بوروسوزيرو (بالروسية: Поросо́зеро؛ باللغة الكاريلية: بورارفي؛ بالفنلندية: بورايارفي) هي مستوطنة ريفية في مقاطعة سويارفسكي بجمهورية كاريليا، تقع على طول نهر سونا. على المستوى البلدية، تعد جزءاً من المركز الإداري لمستوطنة بوروسوزيرسكوي الريفية في منطقة بلدية سويارفسكي. بلغ عدد السكان في 2002: 3.529 نسمة؛ و4.406 نسمة في (تعداد 1989).
قبل 1920 كانت بلدية في لادوغا كاريليا على الحدود الفنلندية. ويتعتبر صناعة الغابات مصدر المعيشة الرئيسي لها.